# Sofipil, Tetiiv
Sofipil (în ucraineană Софіпіль) este un sat în comuna Halaikî din raionul Tetiiv, regiunea Kiev, Ucraina.

## Demografie
Componența lingvistică a localității Sofipil
     Ucraineană (100%)
Conform recensământului din 2001, toată populația localității Sofipil era vorbitoare de ucraineană (100%).